# Mercamadrid

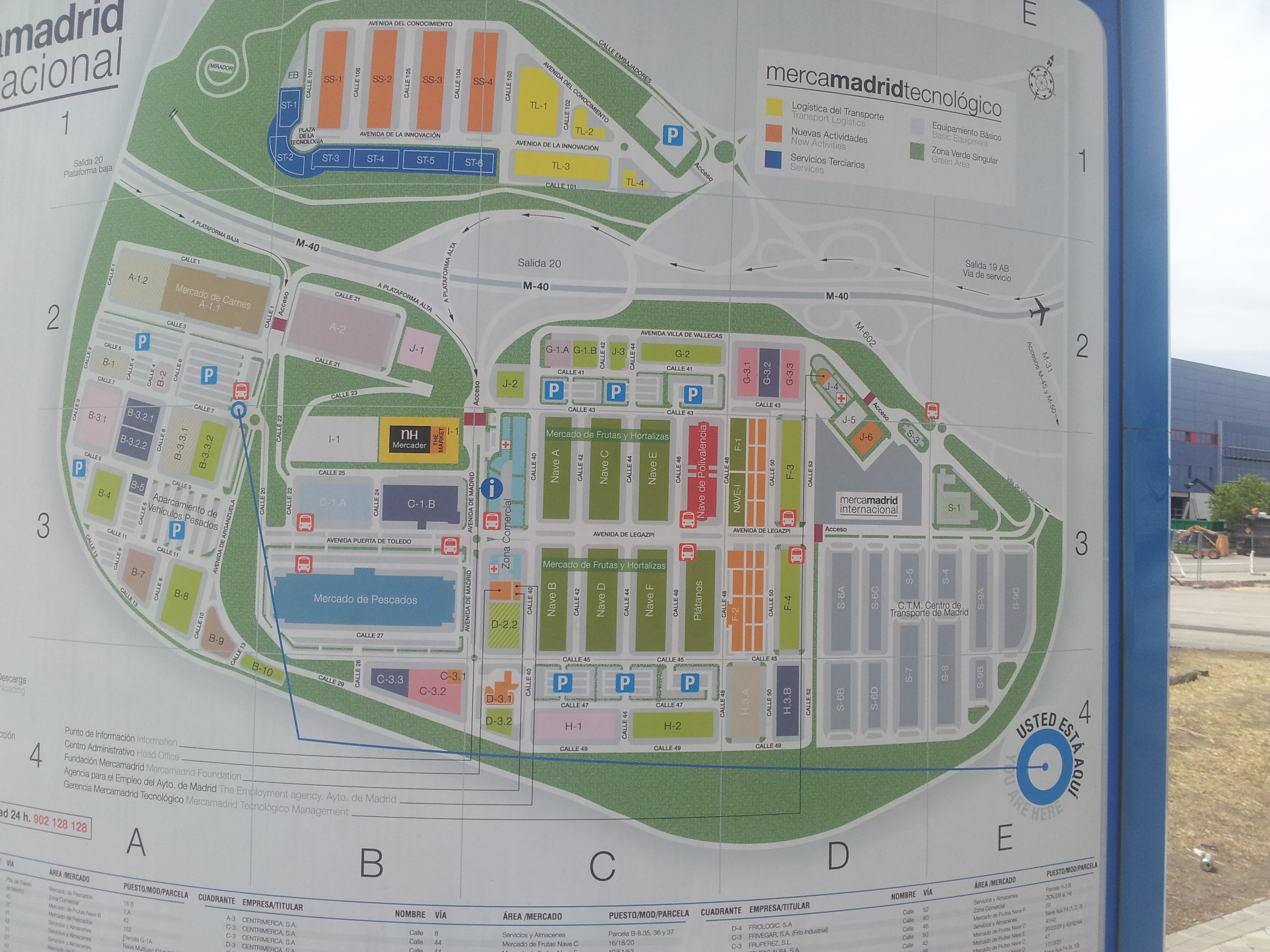
Plano de Mercamadrid.

Mercamadrid es la plataforma de distribución, comercialización, transformación y logística de alimentos frescos más importante de España y un referente internacional. Inició su andadura en el año 1982 y está gestionada por la empresa mixta Mercamadrid, S.A.
Los accionistas de Mercamadrid son el Ayuntamiento de Madrid (51,13%), la empresa pública estatal Mercasa (48,63%), dependiente de la Sociedad Estatal de Participaciones Industriales (SEPI) y del Ministerio de Agricultura de España y accionistas minoritarios pertenecientes a gremios y usuarios (0,2%).

## Historia
En 1973 el Ayuntamiento de Madrid y la empresa nacional Mercasa acordaron crear una sociedad que gestionara los mercados centrales de la capital. Fruto de aquel convenio surgió Mercamadrid, S.A. Dos años más tarde comenzaron las obras. A medida que se iban desmantelando las funciones del antiguo Matadero Municipal de Legazpi y del Mercado de Frutas y Hortalizas (ambos en la plaza de Legazpi), así como el Mercado Central de Pescados de Puerta de Toledo.
En 1982 se inauguró el Mercado Central de Pescados dentro del recinto. Progresivamente se fueron realizando otras inauguraciones de las infraestructuras terminadas: en 1983 se abrió el Mercado Central de Frutas y Hortalizas dentro del recinto; en 1986 la Nave de Plátanos, en 1987 la Nave de Polivalencia y en 1990 un frigorífico general. En 1999 se inauguró el Centro Cárnico de Mercamadrid, constituyendo el mayor mercado de carnes de Europa y uno de los más modernos del mundo con una superficie cercana a los 40.000 m².

## Instalaciones y relevancia

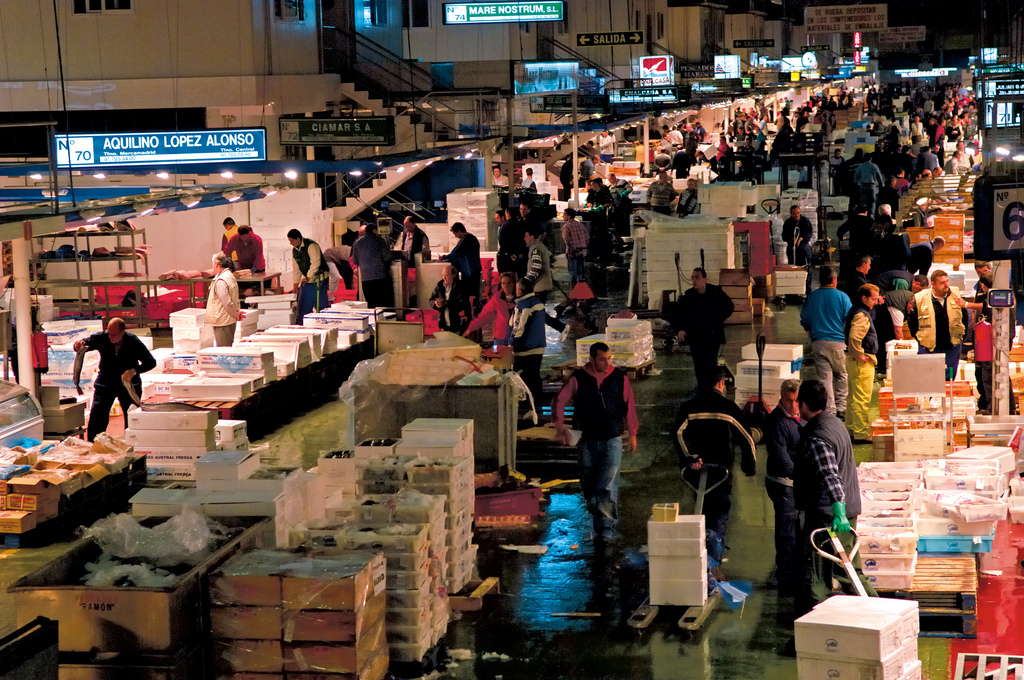
Vista interior de Mercamadrid.

Cuenta desde 1982 con un recinto parcelado, donde se producen las transferencias diarias de los productos que se comercializan. En Mercamadrid conviven numerosos ámbitos sociales: empresarial, laboral, sindical, asistencial, institucional, formativo, cultural y promocional. 
Mercamadrid es el mayor mercado de distribución de alimentos de España. Surte productos a los 54 mercados principales distribuidos en toda la ciudad, así como a las grandes, medianas y pequeñas cadenas de supermercados. También acuden compradores mayoristas de siete comunidades autónomas como las dos Castillas, Extremadura, Andalucía, Murcia, Cantabria, Galicia y también Portugal como país vecino. También está considerado el segundo puerto del mundo, después de Tokio, para la compraventa de pescados y mariscos frescos.
Dentro está el hotel Mercader, y junto a este el CTM (Centro de Transportes) que es un bloque de oficinas de empresas.

## Superficie
Ocupa un terreno de 222 hectáreas, donde hay instaladas 800 empresas comercializadoras de productos perecederos y de servicios generales. En sus instalaciones hay una afluencia media de 15.000 vehículos diarios y 20.000 personas. Su radio de influencia es de 500 km. y abastece a 12 millones de consumidores.

## Distribución de superficies
| Tipo instalación                                | Superficie en m² |
| Mercado de pescados                             | 42.600           |
| Mercado de frutas y hortalizas                  | 124.400          |
| Mercado de carnes                               | 32.600           |
| Zona de servicios comerciales y administrativos | 32.600           |
| Servicios y almacenes                           | 31.450           |
| Aparcamientos y viales                          | 471.968          |
| Zonas verdes                                    | 263.452          |
| Usos internos                                   | 34 950           |
| C.T.M.                                          | 228.950          |
| Ampliación Mercamadrid                          | 453.492          |
| Total                                           | 2.215.060        |